# Historique du parcours européen de l'Inter Milan
Cet article retrace l'historique du parcours européen de l'Inter Milan.
L'Inter Milan est un club de football italien basé à Milan, en Lombardie.
Le club a remporté 9 Coupes d'Europe :
- Coupe des clubs champions/Ligue des Champions : 3 titres (1964, 1965 et 2010)
- Coupe UEFA/Ligue Europa : 3 titres (1991, 1994 et 1998)

## Matchs européens par saison

### Années 1950

#### 1955-1958
Coupe des villes de foires :
|   | Tour     | Club        | Aller | Total | Retour | Club            |   |
| - | -------- | ----------- | ----- | ----- | ------ | --------------- | - |
| 1 | Groupe B | Inter Milan | 0-0   |       | 1-2    | Birmingham City | 4 |
| 2 | Groupe B | Zagreb XI   | 0-1   |       | 0-4    | Inter Milan     | 3 |

#### 1958-1960
Coupe des villes de foires :
|   | Tour               | Club         | Aller | Total | Retour | Club               |   |
| - | ------------------ | ------------ | ----- | ----- | ------ | ------------------ | - |
| 5 | Huitième de finale | Inter Milan  | 7-0   | 8-1   | 1-1    | Olympique lyonnais | 6 |
| 7 | Quart de finale    | FC Barcelone | 4-0   | 8-2   | 4-2    | Inter Milan        | 8 |

### Années 1960

#### 1960-1961
Coupe des villes de foires :
|    | Tour               | Club        | Aller | Total | Retour | Club            |    |
| -- | ------------------ | ----------- | ----- | ----- | ------ | --------------- | -- |
| 9  | Huitième de finale | Inter Milan | 8-2   | 14-3  | 6-1    | Hanovre 96      | 10 |
| 11 | Quart de finale    | Inter Milan | 5-0   | 5-1   | 0-1    | Belgrade XI     | 12 |
| 13 | Demi-finale        | Inter Milan | 1-2   | 2-4   | 1-2    | Birmingham City | 14 |

#### 1961-1962
Coupe des villes de foires :
|    | Tour               | Club                | Aller | Total | Retour | Club        |    |
| -- | ------------------ | ------------------- | ----- | ----- | ------ | ----------- | -- |
| 15 | Huitième de finale | Heart of Midlothian | 0-1   | 0-5   | 0-4    | Inter Milan | 16 |
| 17 | Quart de finale    | Valence CF          | 2-0   | 5-3   | 3-3    | Inter Milan | 18 |

#### 1963-1964
Coupe des clubs champions européens :
|    | Tour               | Club              | Aller | Total | Retour | Club        |    |
| -- | ------------------ | ----------------- | ----- | ----- | ------ | ----------- | -- |
| 19 | Premier tour       | Everton FC        | 0-0   | 0-1   | 0-1    | Inter Milan | 20 |
| 21 | Huitième de finale | Inter Milan       | 1-0   | 4-1   | 3-1    | AS Monaco   | 22 |
| 23 | Quart de finale    | Partizan Belgrade | 0-2   | 1-4   | 1-2    | Inter Milan | 24 |
| 25 | Demi-finale        | Borussia Dortmund | 2-2   | 2-4   | 0-2    | Inter Milan | 26 |
| 27 | Finale             | Inter Milan       |       | 3-1   |        | Real Madrid |    |

#### 1964-1965
Coupe des clubs champions européens :
|    | Tour               | Club         | Aller | Total | Retour | Club             |    |
| -- | ------------------ | ------------ | ----- | ----- | ------ | ---------------- | -- |
| 28 | Huitième de finale | Inter Milan  | 6-0   | 7-0   | 1-0    | Dinamo Bucarest  | 29 |
| 30 | Quarts de finale   | Inter Milan  | 3-1   | 3-2   | 0-1    | Rangers FC       | 31 |
| 32 | Demi-finale        | Liverpool FC | 3-1   | 3-4   | 0-3    | Inter Milan      | 33 |
| 34 | Finale             | Inter Milan  |       | 1-0   |        | Benfica Lisbonne |    |

#### 1965-1966
Coupe des clubs champions européens :
|    | Tour               | Club            | Aller | Total | Retour | Club           |    |
| -- | ------------------ | --------------- | ----- | ----- | ------ | -------------- | -- |
| 35 | Huitième de finale | Dinamo Bucarest | 2-1   | 2-3   | 0-2    | Inter Milan    | 36 |
| 37 | Quarts de finale   | Inter Milan     | 4-0   | 5-1   | 1-1    | Ferencváros TC | 38 |
| 39 | Demi-finale        | Real Madrid     | 1-0   | 2-1   | 1-1    | Inter Milan    | 40 |

#### 1966-1967
Coupe des clubs champions européens :
|    | Tour               | Club        | Aller | Total | Retour | Club           |    |
| -- | ------------------ | ----------- | ----- | ----- | ------ | -------------- | -- |
| 41 | Premier tour       | Inter Milan | 1-0   | 1-0   | 0-0    | Torpedo Moscou | 42 |
| 43 | Huitième de finale | Inter Milan | 2-1   | 4-1   | 2-0    | Vasas SC       | 44 |
| 45 | Quart de finale    | Inter Milan | 1-0   | 3-0   | 2-0    | Real Madrid    | 46 |
| 47 | Demi-finale        | Inter Milan | 1-1   | 3-2*  | 1-1    | CSKA Sofia     | 48 |
| 49 | Finale             | Celtic FC   |       | 2-1   |        | Inter Milan    |    |

- L'Inter Milan s'est qualifiée grâce à une victoire 1-0 lors d'un match d'appui à Bologne.

#### 1969-1970
Coupe des villes de foires :
|    | Tour               | Club           | Aller | Total | Retour | Club          |    |
| -- | ------------------ | -------------- | ----- | ----- | ------ | ------------- | -- |
| 50 | Premier tour       | Inter Milan    | 3-0   | 4-0   | 1-0    | Sparta Prague | 51 |
| 52 | Second tour        | Hansa Rostock  | 2-1   | 2-4   | 0-3    | Inter Milan   | 53 |
| 54 | Huitième de finale | FC Barcelone   | 1-2   | 2-3   | 1-1    | Inter Milan   | 55 |
| 56 | Quart de finale    | Hertha Berlin  | 1-0   | 1-2   | 0-2    | Inter Milan   | 57 |
| 58 | Demi-finale        | RSC Anderlecht | 0-1   | 2-1   | 2-0    | Inter Milan   | 59 |

### Années 1970

#### 1970-1971
Coupe des villes de foires :
|    | Tour         | Club        | Aller | Total | Retour | Club             |    |
| -- | ------------ | ----------- | ----- | ----- | ------ | ---------------- | -- |
| 60 | Premier tour | Inter Milan | 1-1   | 1-3   | 0-2    | Newcastle United | 61 |

#### 1971-1972
Coupe des clubs champions européens :
|    | Tour               | Club           | Aller | Total        | Retour | Club                     |    |
| -- | ------------------ | -------------- | ----- | ------------ | ------ | ------------------------ | -- |
| 62 | Seizième de finale | Inter Milan    | 4-1   | 6-4          | 2-3    | AEK Athènes              | 63 |
| 64 | Huitième de finale | Inter Milan    | 4-2   | 4-2          | 0-0    | Borussia Mönchengladbach | 65 |
| 66 | Quart de finale    | Inter Milan    | 1-0   | 2-2E         | 1-2    | Standard de Liège        | 67 |
| 68 | Demi-finale        | Inter Milan    | 0-0   | 0-0ap 5-4tab | 0-0    | Celtic FC                | 69 |
| 70 | Finale             | Ajax Amsterdam |       | 2-0          |        | Inter Milan              |    |

#### 1972-1973
Coupe UEFA :
|    | Tour                      | Club            | Aller | Total | Retour | Club           |    |
| -- | ------------------------- | --------------- | ----- | ----- | ------ | -------------- | -- |
| 71 | Trente-deuxième de finale | Inter Milan     | 6-1   | 7-1   | 1-0    | Valletta FC    | 72 |
| 73 | Seizième de finale        | Inter Milan     | 2-2   | 4-2   | 2-0    | IFK Norrköping | 74 |
| 75 | Huitième de finale        | Vitória Setúbal | 2-0   | 2-1   | 0-1    | Inter Milan    | 76 |

#### 1973-1974
Coupe UEFA :
|    | Tour                      | Club          | Aller | Total | Retour | Club        |    |
| -- | ------------------------- | ------------- | ----- | ----- | ------ | ----------- | -- |
| 77 | Trente-deuxième de finale | Admira Wacker | 1-0   | 2-2E  | 1-2    | Inter Milan | 78 |

#### 1974-1975
Coupe UEFA :
|    | Tour                      | Club                | Aller | Total | Retour | Club         |    |
| -- | ------------------------- | ------------------- | ----- | ----- | ------ | ------------ | -- |
| 79 | Trente-deuxième de finale | Etar Veliko Tarnovo | 0-0   | 0-3   | 0-3    | Inter Milan  | 80 |
| 81 | Seizième de finale        | Inter Milan         | 1-2   | 1-2   | 0-0    | FC Amsterdam | 82 |

#### 1976-1977
Coupe UEFA :
|    | Tour                      | Club        | Aller | Total | Retour | Club            |    |
| -- | ------------------------- | ----------- | ----- | ----- | ------ | --------------- | -- |
| 83 | Trente-deuxième de finale | Inter Milan | 0-1   | 1-2   | 1-1    | Budapest Honvéd | 84 |

#### 1977-1978
Coupe UEFA :
|    | Tour                      | Club        | Aller | Total | Retour | Club            |    |
| -- | ------------------------- | ----------- | ----- | ----- | ------ | --------------- | -- |
| 85 | Trente-deuxième de finale | Inter Milan | 0-1   | 0-1   | 0-0    | Dinamo Tbilissi | 86 |

#### 1978-1979
Coupe d'Europe des vainqueurs de coupe :
|    | Tour               | Club        | Aller | Total | Retour | Club          |    |
| -- | ------------------ | ----------- | ----- | ----- | ------ | ------------- | -- |
| 87 | Seizième de finale | Floriana FC | 1-3   | 1-8   | 0-5    | Inter Milan   | 88 |
| 89 | Huitième de finale | Inter Milan | 5-0   | 7-1   | 2-1    | FK Bodø/Glimt | 90 |
| 91 | Quart de finale    | Inter Milan | 0-0   | 0-1   | 0-1    | KSK Beveren   | 92 |

#### 1979-1980
Coupe UEFA :
|    | Tour                      | Club                     | Aller | Total | Retour | Club          |    |
| -- | ------------------------- | ------------------------ | ----- | ----- | ------ | ------------- | -- |
| 93 | Trente-deuxième de finale | Inter Milan              | 3-0   | 3-2   | 0-2    | Real Sociedad | 94 |
| 95 | Seizième de finale        | Borussia Mönchengladbach | 1-1   | 4-3   | 3-2ap  | Inter Milan   | 96 |

### Années 1980

#### 1980-1981
Coupe des clubs champions européens :
|     | Tour               | Club        | Aller | Total | Retour | Club                     |     |
| --- | ------------------ | ----------- | ----- | ----- | ------ | ------------------------ | --- |
| 97  | Seizième de finale | Inter Milan | 2-0   | 3-1   | 1-1    | Universitatea Craiova    | 98  |
| 99  | Huitième de finale | FC Nantes   | 1-2   | 2-3   | 1-1    | Inter Milan              | 100 |
| 101 | Quart de finale    | Inter Milan | 1-1   | 2-1   | 1-0    | Étoile rouge de Belgrade | 102 |
| 103 | Demi-finale        | Real Madrid | 2-0   | 2-1   | 0-1    | Inter Milan              | 104 |

#### 1981-1982
Coupe UEFA :
|     | Tour                      | Club        | Aller | Total | Retour | Club            |     |
| --- | ------------------------- | ----------- | ----- | ----- | ------ | --------------- | --- |
| 105 | Trente-deuxième de finale | Adanaspor   | 1-3   | 2-7   | 1-4    | Inter Milan     | 106 |
| 107 | Seizième de finale        | Inter Milan | 1-1   | 3-4   | 2-3    | Dinamo Bucarest | 108 |

#### 1982-1983
Coupe d'Europe des vainqueurs de coupe :
|     | Tour               | Club        | Aller | Total | Retour | Club              |     |
| --- | ------------------ | ----------- | ----- | ----- | ------ | ----------------- | --- |
| 109 | Seizième de finale | Inter Milan | 2-0   | 3-2   | 1-2    | Slovan Bratislava | 110 |
| 111 | Huitième de finale | AZ Alkmaar  | 1-0   | 1-2   | 0-2    | Inter Milan       | 112 |
| 113 | Quart de finale    | Inter Milan | 1-1   | 2-3   | 1-2    | Real Madrid       | 114 |

#### 1983-1984
Coupe UEFA :
|     | Tour                      | Club           | Aller | Total | Retour | Club        |     |
| --- | ------------------------- | -------------- | ----- | ----- | ------ | ----------- | --- |
| 115 | Trente-deuxième de finale | Trabzonspor    | 1-0   | 1-2   | 0-2    | Inter Milan | 116 |
| 117 | Seizième de finale        | FC Groningue   | 2-0   | 3-5   | 1-5    | Inter Milan | 118 |
| 119 | Huitième de finale        | Austria Vienne | 2-1   | 3-2   | 1-1    | Inter Milan | 120 |

#### 1984-1985
Coupe UEFA :
|     | Tour                      | Club               | Aller | Total | Retour | Club          |     |
| --- | ------------------------- | ------------------ | ----- | ----- | ------ | ------------- | --- |
| 121 | Trente-deuxième de finale | Sportul Studențesc | 1-0   | 1-2   | 0-2    | Inter Milan   | 122 |
| 123 | Seizième de finale        | Inter Milan        | 3-0   | 4-3   | 1-3    | Rangers FC    | 124 |
| 125 | Huitième de finale        | Hambourg SV        | 2-1   | 2-2E  | 0-1    | Inter Milan   | 126 |
| 127 | Quart de finale           | Inter Milan        | 1-0   | 4-1   | 3-1    | 1. FC Cologne | 128 |
| 129 | Demi-finale               | Inter Milan        | 2-0   | 2-3   | 0-3    | Real Madrid   | 130 |

#### 1985-1986
Coupe UEFA :
|     | Tour                      | Club        | Aller | Total | Retour | Club           |     |
| --- | ------------------------- | ----------- | ----- | ----- | ------ | -------------- | --- |
| 131 | Trente-deuxième de finale | Inter Milan | 5-1   | 5-1   | 0-0    | FC Saint-Gall  | 132 |
| 133 | Seizième de finale        | LASK        | 1-0   | 1-4   | 0-4    | Inter Milan    | 134 |
| 135 | Huitième de finale        | Inter Milan | 0-0   | 1-0   | 1-0ap  | Legia Varsovie | 136 |
| 137 | Quart de finale           | Inter Milan | 3-0   | 6-3   | 3-3    | FC Nantes      | 138 |
| 139 | Demi-finale               | Inter Milan | 3-1   | 4-6   | 1-5ap  | Real Madrid    | 140 |

#### 1986-1987
Coupe UEFA :
|     | Tour                      | Club           | Aller | Total | Retour | Club        |     |
| --- | ------------------------- | -------------- | ----- | ----- | ------ | ----------- | --- |
| 141 | Trente-deuxième de finale | Inter Milan    | 2-0   | 3-0   | 1-0    | AEK Athènes | 142 |
| 143 | Seizième de finale        | Legia Varsovie | 3-2   | 3-3E  | 0-1    | Inter Milan | 144 |
| 145 | Huitième de finale        | Dukla Prague   | 0-1   | 0-1   | 0-0    | Inter Milan | 146 |
| 147 | Quart de finale           | IFK Göteborg   | 0-0   | 1-1E  | 1-1    | Inter Milan | 148 |

#### 1987-1988
Coupe UEFA :
|     | Tour                      | Club        | Aller | Total | Retour | Club               |     |
| --- | ------------------------- | ----------- | ----- | ----- | ------ | ------------------ | --- |
| 149 | Trente-deuxième de finale | Beşiktaş JK | 0-0   | 1-3   | 1-3    | Inter Milan        | 150 |
| 151 | Seizième de finale        | Inter Milan | 0-1   | 2-1   | 2-0    | TPS Turku          | 152 |
| 153 | Huitième de finale        | Inter Milan | 1-1   | 1-2   | 0-1    | Espanyol Barcelone | 154 |

#### 1988-1989
Coupe UEFA :
|     | Tour                      | Club          | Aller | Total | Retour | Club        |     |
| --- | ------------------------- | ------------- | ----- | ----- | ------ | ----------- | --- |
| 155 | Trente-deuxième de finale | Inter Milan   | 2-1   | 4-2   | 2-1    | IK Brage    | 156 |
| 157 | Seizième de finale        | Malmö FF      | 0-1   | 1-2   | 1-1    | Inter Milan | 158 |
| 159 | Huitième de finale        | Bayern Munich | 0-2   | 3-3E  | 3-1    | Inter Milan | 160 |

#### 1989-1990
Coupe des clubs champions européens :
|     | Tour               | Club     | Aller | Total | Retour | Club        |     |
| --- | ------------------ | -------- | ----- | ----- | ------ | ----------- | --- |
| 161 | Seizième de finale | Malmö FF | 1-0   | 2-1   | 1-1    | Inter Milan | 162 |

### Années 1990

#### 1990-1991
Coupe UEFA :
|     | Tour                      | Club              | Aller | Total | Retour | Club              |     |
| --- | ------------------------- | ----------------- | ----- | ----- | ------ | ----------------- | --- |
| 163 | Trente-deuxième de finale | Rapid Vienne      | 2-1   | 3-4   | 1-3ap  | Inter Milan       | 164 |
| 165 | Seizième de finale        | Aston Villa       | 2-0   | 2-3   | 0-3    | Inter Milan       | 166 |
| 167 | Huitième de finale        | Inter Milan       | 3-0   | 4-1   | 1-1    | Partizan Belgrade | 168 |
| 169 | Quart de finale           | Atalanta Bergame  | 0-0   | 0-2   | 0-2    | Inter Milan       | 170 |
| 171 | Demi-finale               | Sporting Portugal | 0-0   | 0-2   | 0-2    | Inter Milan       | 172 |
| 173 | Finale                    | Inter Milan       | 2-0   | 2-1   | 0-1    | AS Rome           | 174 |

#### 1991-1992
Coupe UEFA :
|     | Tour                      | Club        | Aller | Total | Retour | Club        |     |
| --- | ------------------------- | ----------- | ----- | ----- | ------ | ----------- | --- |
| 175 | Trente-deuxième de finale | Boavista FC | 2-1   | 2-1   | 0-0    | Inter Milan | 176 |

#### 1993-1994
Coupe UEFA :
|     | Tour                      | Club              | Aller | Total | Retour | Club             |     |
| --- | ------------------------- | ----------------- | ----- | ----- | ------ | ---------------- | --- |
| 177 | Trente-deuxième de finale | Inter Milan       | 3-1   | 5-1   | 2-0    | Rapid Bucarest   | 178 |
| 179 | Seizième de finale        | Inter Milan       | 1-0   | 4-3   | 3-3    | Apollon Limassol | 180 |
| 181 | Huitième de finale        | Norwich City      | 0-1   | 0-2   | 0-1    | Inter Milan      | 182 |
| 183 | Quart de finale           | Borussia Dortmund | 1-3   | 3-4   | 2-1    | Inter Milan      | 184 |
| 185 | Demi-finale               | Cagliari Calcio   | 3-2   | 3-5   | 0-3    | Inter Milan      | 186 |
| 187 | Finale                    | Casino Salzbourg  | 0-1   | 0-2   | 0-1    | Inter Milan      | 188 |

#### 1994-1995
Coupe UEFA :
|     | Tour                      | Club        | Aller | Total        | Retour | Club        |     |
| --- | ------------------------- | ----------- | ----- | ------------ | ------ | ----------- | --- |
| 189 | Trente-deuxième de finale | Inter Milan | 1-0   | 1-1ap 3-4tab | 0-1    | Aston Villa | 190 |

#### 1995-1996
Coupe UEFA :
|     | Tour                      | Club      | Aller | Total | Retour | Club        |     |
| --- | ------------------------- | --------- | ----- | ----- | ------ | ----------- | --- |
| 191 | Trente-deuxième de finale | FC Lugano | 1-1   | 2-1   | 1-0    | Inter Milan | 192 |

#### 1996-1997
Coupe UEFA :
|     | Tour                      | Club           | Aller | Total        | Retour | Club        |     |
| --- | ------------------------- | -------------- | ----- | ------------ | ------ | ----------- | --- |
| 193 | Trente-deuxième de finale | EA Guingamp    | 0-3   | 1-4          | 1-1    | Inter Milan | 194 |
| 195 | Seizième de finale        | Inter Milan    | 1-0   | 1-1ap 5-3tab | 0-1    | Grazer AK   | 196 |
| 197 | Huitième de finale        | Inter Milan    | 5-1   | 7-1          | 2-0    | Boavista FC | 198 |
| 199 | Quart de finale           | RSC Anderlecht | 1-1   | 2-3          | 1-2    | Inter Milan | 200 |
| 201 | Demi-finale               | Inter Milan    | 3-1   | 3-2          | 0-1    | AS Monaco   | 202 |
| 203 | Finale                    | Schalke 04     | 1-0   | 1-1ap 4-1tab | 0-1    | Inter Milan | 204 |

#### 1997-1998
Coupe UEFA :
|     | Tour                      | Club          | Aller | Total | Retour | Club               |     |
| --- | ------------------------- | ------------- | ----- | ----- | ------ | ------------------ | --- |
| 205 | Trente-deuxième de finale | Inter Milan   | 2-0   | 4-0   | 2-0    | Neuchâtel Xamax    | 206 |
| 207 | Seizième de finale        | Inter Milan   | 1-2   | 4-3   | 3-1    | Olympique lyonnais | 208 |
| 209 | Huitième de finale        | RC Strasbourg | 2-0   | 2-3   | 0-3    | Inter Milan        | 210 |
| 211 | Quart de finale           | Inter Milan   | 1-0   | 2-1   | 1-1    | Schalke 04         | 212 |
| 213 | Demi-finale               | Inter Milan   | 2-1   | 4-2   | 2-1    | Spartak Moscou     | 214 |
| 215 | Finale                    | Lazio Rome    |       | 0-3   |        | Inter Milan        |     |

#### 1998-1999
Ligue des champions :
|     | Tour                              | Club              | Aller | Total | Retour | Club           |     |
| --- | --------------------------------- | ----------------- | ----- | ----- | ------ | -------------- | --- |
| 216 | Deuxième tour préliminaire        | Inter Milan       | 4-0   | 7-1   | 3-1    | Skonto Riga    | 217 |
| 218 | Phase de poules, groupe C : J1/J5 | Real Madrid       | 2-0   |       | 1-3    | Inter Milan    | 222 |
| 219 | Phase de poules, groupe C : J2/J6 | Inter Milan       | 1-0   |       | 2-0    | Sturm Graz     | 223 |
| 220 | Phase de poules, groupe C : J3/J4 | Inter Milan       | 2-1   |       | 1-1    | Spartak Moscou | 221 |
| 224 | Quart de finale                   | Manchester United | 2-0   | 3-1   | 1-1    | Inter Milan    | 225 |

### Années 2000

#### 2000-2001
Ligue des champions :
|     | Tour                        | Club            | Aller | Total | Retour | Club        |     |
| --- | --------------------------- | --------------- | ----- | ----- | ------ | ----------- | --- |
| 226 | Troisième tour préliminaire | Helsingborgs IF | 1-0   | 1-0   | 0-0    | Inter Milan | 227 |

Coupe UEFA :
|     | Tour               | Club             | Aller | Total | Retour | Club           |     |
| --- | ------------------ | ---------------- | ----- | ----- | ------ | -------------- | --- |
| 228 | Premier tour       | Ruch Chorzów     | 0-3   | 1-7   | 1-4    | Inter Milan    | 229 |
| 230 | Deuxième tour      | Inter Milan      | 0-0   | 1-1E  | 1-1    | Vitesse Arnhem | 231 |
| 232 | Seizième de finale | Hertha Berlin    | 0-0   | 1-2   | 1-2    | Inter Milan    | 233 |
| 234 | Huitième de finale | Deportivo Alavés | 3-3   | 5-3   | 2-0    | Inter Milan    | 235 |

#### 2001-2002
Coupe UEFA :
|     | Tour               | Club         | Aller | Total | Retour | Club                |     |
| --- | ------------------ | ------------ | ----- | ----- | ------ | ------------------- | --- |
| 236 | Premier tour       | Inter Milan  | 3-0   | 6-0   | 3-0    | FC Brașov           | 237 |
| 238 | Deuxième tour      | Inter Milan  | 2-0   | 2-1   | 0-1    | Wisła Cracovie      | 239 |
| 240 | Seizième de finale | Ipswich Town | 1-0   | 2-4   | 1-4    | Inter Milan         | 241 |
| 242 | Huitième de finale | Inter Milan  | 3-1   | 5-3   | 2-2    | AEK Athènes         | 243 |
| 244 | Quart de finale    | Inter Milan  | 1-1   | 2-1   | 1-0    | Valence CF          | 245 |
| 246 | Demi-finale        | Inter Milan  | 0-1   | 2-3   | 2-2    | Feyenoord Rotterdam | 247 |

#### 2002-2003
Ligue des champions :
|     | Tour                                       | Club              | Aller | Total | Retour | Club               |     |
| --- | ------------------------------------------ | ----------------- | ----- | ----- | ------ | ------------------ | --- |
| 248 | Troisième tour préliminaire                | Sporting Portugal | 0-0   | 0-2   | 0-2    | Inter Milan        | 249 |
| 250 | Première phase de poules, groupe D : J1/J5 | Rosenborg BK      | 2-2   |       | 0-3    | Inter Milan        | 254 |
| 251 | Première phase de poules, groupe D : J2/J6 | Inter Milan       | 1-0   |       | 2-1    | Ajax Amsterdam     | 255 |
| 252 | Première phase de poules, groupe D : J3/J4 | Inter Milan       | 1-2   |       | 3-3    | Olympique lyonnais | 253 |
| 256 | Deuxième phase de poules, groupe A : J1/J5 | Newcastle United  | 1-4   |       | 2-2    | Inter Milan        | 260 |
| 257 | Deuxième phase de poules, groupe A : J2/J6 | Inter Milan       | 3-2   |       | 0-2    | Bayer Leverkusen   | 261 |
| 258 | Deuxième phase de poules, groupe A : J3/J4 | FC Barcelone      | 3-0   |       | 0-0    | Inter Milan        | 259 |
| 262 | Quart de finale                            | Inter Milan       | 1-0   | 2-2E  | 1-2    | Valence CF         | 263 |
| 264 | Demi-finale                                | AC Milan          | 0-0   | 1-1E  | 1-1    | Inter Milan        | 265 |

#### 2003-2004
Ligue des champions :
|     | Tour                              | Club             | Aller | Total | Retour | Club        |     |
| --- | --------------------------------- | ---------------- | ----- | ----- | ------ | ----------- | --- |
| 266 | Phase de poules, groupe B : J1/J5 | Arsenal FC       | 0-3   |       | 1-5    | Inter Milan | 270 |
| 267 | Phase de poules, groupe B : J2/J6 | Inter Milan      | 2-1   |       | 1-1    | Dynamo Kiev | 271 |
| 268 | Phase de poules, groupe B : J3/J4 | Lokomotiv Moscou | 3-0   |       | 1-1    | Inter Milan | 269 |

Coupe UEFA :
|     | Tour               | Club                   | Aller | Total | Retour | Club        |     |
| --- | ------------------ | ---------------------- | ----- | ----- | ------ | ----------- | --- |
| 272 | Seizième de finale | FC Sochaux             | 2-2   | 2-2E  | 0-0    | Inter Milan | 273 |
| 274 | Huitième de finale | Benfica Lisbonne       | 0-0   | 3-4   | 3-4    | Inter Milan | 275 |
| 276 | Quart de finale    | Olympique de Marseille | 1-0   | 2-0   | 1-0    | Inter Milan | 277 |

#### 2004-2005
Ligue des champions :
|     | Tour                              | Club           | Aller | Total | Retour | Club         |     |
| --- | --------------------------------- | -------------- | ----- | ----- | ------ | ------------ | --- |
| 278 | Troisième tour préliminaire       | FC Bâle        | 1-1   | 2-5   | 1-4    | Inter Milan  | 279 |
| 280 | Phase de poules, groupe G : J1/J5 | Inter Milan    | 2-0   |       | 1-1    | Werder Brême | 284 |
| 281 | Phase de poules, groupe G : J2/J6 | RSC Anderlecht | 1-3   |       | 0-3    | Inter Milan  | 285 |
| 282 | Phase de poules, groupe G : J3/J4 | Valence CF     | 1-5   |       | 0-0    | Inter Milan  | 283 |
| 286 | Huitième de finale                | FC Porto       | 1-1   | 2-4   | 1-3    | Inter Milan  | 287 |
| 288 | Quart de finale                   | AC Milan       | 2-0   | 5-0   | 3-0    | Inter Milan  | 289 |

#### 2005-2006
Ligue des champions :
|     | Tour                              | Club                | Aller | Total | Retour | Club          |     |
| --- | --------------------------------- | ------------------- | ----- | ----- | ------ | ------------- | --- |
| 290 | Troisième tour préliminaire       | Chakhtar Donetsk    | 0-2   | 1-3   | 1-1    | Inter Milan   | 291 |
| 292 | Phase de poules, groupe H : J1/J5 | Artmedia Bratislava | 0-1   |       | 0-4    | Inter Milan   | 296 |
| 293 | Phase de poules, groupe H : J2/J6 | Inter Milan         | 1-0   |       | 1-1    | Rangers FC    | 297 |
| 294 | Phase de poules, groupe H : J3/J4 | FC Porto            | 2-0   |       | 1-2    | Inter Milan   | 295 |
| 298 | Huitième de finale                | Ajax Amsterdam      | 2-2   | 2-3   | 0-1    | Inter Milan   | 299 |
| 300 | Quart de finale                   | Inter Milan         | 2-1   | 2-2E  | 0-1    | Villarreal CF | 301 |

#### 2006-2007
Ligue des champions :
|     | Tour                              | Club              | Aller | Total | Retour | Club           |     |
| --- | --------------------------------- | ----------------- | ----- | ----- | ------ | -------------- | --- |
| 302 | Phase de poules, groupe B : J1/J5 | Sporting Portugal | 1-0   |       | 0-1    | Inter Milan    | 306 |
| 303 | Phase de poules, groupe B : J2/J6 | Inter Milan       | 0-2   |       | 1-1    | Bayern Munich  | 307 |
| 304 | Phase de poules, groupe B : J3/J4 | Inter Milan       | 2-1   |       | 1-0    | Spartak Moscou | 305 |
| 308 | Huitième de finale                | Inter Milan       | 2-2   | 2-2E  | 0-0    | Valence CF     | 309 |

#### 2007-2008
Ligue des champions :
|     | Tour                              | Club          | Aller | Total        | Retour | Club          |     |
| --- | --------------------------------- | ------------- | ----- | ------------ | ------ | ------------- | --- |
| 310 | Phase de poules, groupe G : J1/J5 | Fenerbahçe SK | 1-0   |              | 0-3    | Inter Milan   | 314 |
| 311 | Phase de poules, groupe G : J2/J6 | Inter Milan   | 2-0   |              | 1-0    | PSV Eindhoven | 315 |
| 312 | Phase de poules, groupe G : J3/J4 | CSKA Moscou   | 1-2   |              | 2-4    | Inter Milan   | 313 |
| 316 | Huitième de finale                | Liverpool FC  | 3-2   | 5-5ap 3-2tab | 2-3    | Inter Milan   | 317 |

#### 2008-2009
Ligue des champions :
|     | Tour                              | Club          | Aller | Total | Retour | Club                  |     |
| --- | --------------------------------- | ------------- | ----- | ----- | ------ | --------------------- | --- |
| 318 | Phase de poules, groupe B : J1/J5 | Panathinaïkós | 0-2   |       | 1-0    | Inter Milan           | 322 |
| 319 | Phase de poules, groupe B : J2/J6 | Inter Milan   | 1-1   |       | 1-2    | Werder Brême          | 323 |
| 320 | Phase de poules, groupe B : J3/J4 | Inter Milan   | 1-0   |       | 3-3    | Anórthosis Famagouste | 321 |
| 324 | Huitième de finale                | Inter Milan   | 0-0   | 0-2   | 0-2    | Manchester United     | 325 |

#### 2009-2010
Ligue des champions :
|     | Tour                              | Club          | Aller | Total | Retour | Club         |     |
| --- | --------------------------------- | ------------- | ----- | ----- | ------ | ------------ | --- |
| 326 | Phase de poules, groupe F : J1/J5 | Inter Milan   | 0-0   |       | 2-0    | FC Barcelone | 330 |
| 327 | Phase de poules, groupe F : J2/J6 | Rubin Kazan   | 1-1   |       | 0-2    | Inter Milan  | 331 |
| 328 | Phase de poules, groupe F : J3/J4 | Inter Milan   | 2-2   |       | 2-1    | Dynamo Kiev  | 329 |
| 332 | Huitième de finale                | Inter Milan   | 2-1   | 3-1   | 1-0    | Chelsea FC   | 333 |
| 334 | Quart de finale                   | Inter Milan   | 1-0   | 2-0   | 1-0    | CSKA Moscou  | 335 |
| 336 | Demi-finale                       | Inter Milan   | 3-1   | 3-2   | 0-1    | FC Barcelone | 337 |
| 338 | Finale                            | Bayern Munich |       | 0-2   |        | Inter Milan  |     |

### Années 2010

#### 2010-2011
Supercoupe de l'UEFA :
|     | Tour   | Club        | Aller | Total | Retour | Club               |  |
| --- | ------ | ----------- | ----- | ----- | ------ | ------------------ |  |
| 339 | Finale | Inter Milan |       | 0-2   |        | Atlético de Madrid |  |

Ligue des champions :
|     | Tour                              | Club        | Aller | Total | Retour | Club              |     |
| --- | --------------------------------- | ----------- | ----- | ----- | ------ | ----------------- | --- |
| 340 | Phase de poules, groupe A : J1/J5 | FC Twente   | 2-2   |       | 0-1    | Inter Milan       | 344 |
| 341 | Phase de poules, groupe A : J2/J6 | Inter Milan | 4-0   |       | 0-3    | Werder Brême      | 345 |
| 342 | Phase de poules, groupe A : J3/J4 | Inter Milan | 4-3   |       | 1-3    | Tottenham Hotspur | 343 |
| 346 | Huitième de finale                | Inter Milan | 0-1   | 3-3E  | 3-2    | Bayern Munich     | 347 |
| 348 | Quart de finale                   | Inter Milan | 2-5   | 3-7   | 1-2    | Schalke 04        | 349 |

#### 2011-2012
Ligue des champions :
|     | Tour                              | Club                   | Aller | Total | Retour | Club        |     |
| --- | --------------------------------- | ---------------------- | ----- | ----- | ------ | ----------- | --- |
| 350 | Phase de poules, groupe B : J1/J5 | Inter Milan            | 0-1   |       | 1-1    | Trabzonspor | 354 |
| 351 | Phase de poules, groupe B : J2/J6 | CSKA Moscou            | 2-3   |       | 2-1    | Inter Milan | 355 |
| 352 | Phase de poules, groupe B : J3/J4 | LOSC Lille             | 0-1   |       | 1-2    | Inter Milan | 353 |
| 356 | Huitième de finale                | Olympique de Marseille | 1-0   | 2-2E  | 1-2    | Inter Milan | 357 |

#### 2012-2013
Ligue Europa :
|     | Tour                              | Club              | Aller | Total | Retour | Club              |     |
| --- | --------------------------------- | ----------------- | ----- | ----- | ------ | ----------------- | --- |
| 358 | Troisième tour de qualification   | Hajduk Split      | 0-3   | 2-3   | 2-0    | Inter Milan       | 359 |
| 360 | Barrage                           | FC Vaslui         | 0-2   | 2-4   | 2-2    | Inter Milan       | 361 |
| 362 | Phase de poules, groupe H : J1/J5 | Inter Milan       | 2-2   |       | 0-3    | Rubin Kazan       | 366 |
| 363 | Phase de poules, groupe H : J2/J6 | Neftchi Bakou     | 1-3   |       | 2-2    | Inter Milan       | 367 |
| 364 | Phase de poules, groupe H : J3/J4 | Inter Milan       | 1-0   |       | 3-1    | Partizan Belgrade | 365 |
| 368 | Seizième de finale                | Inter Milan       | 2-0   | 5-0   | 3-0    | CFR Cluj          | 369 |
| 370 | Huitième de finale                | Tottenham Hotspur | 3-0   | 4-4E  | 1-4ap  | Inter Milan       | 371 |

#### 2014-2015
Ligue Europa :
|     | Tour                              | Club               | Aller | Total | Retour | Club             |     |
| --- | --------------------------------- | ------------------ | ----- | ----- | ------ | ---------------- | --- |
| 372 | Barrage                           | Stjarnan Gardabaer | 0-3   | 0-9   | 0-6    | Inter Milan      | 373 |
| 374 | Phase de poules, groupe F : J1/J5 | FK Dnipro          | 0-1   |       | 2-1    | Inter Milan      | 378 |
| 375 | Phase de poules, groupe F : J2/J6 | Inter Milan        | 2-0   |       | 0-0    | Qarabağ Ağdam    | 379 |
| 376 | Phase de poules, groupe F : J3/J4 | Inter Milan        | 0-0   |       | 1-1    | AS Saint-Étienne | 377 |
| 380 | Seizième de finale                | Celtic FC          | 3-3   | 3-4   | 0-1    | Inter Milan      | 381 |
| 382 | Huitième de finale                | VfL Wolfsburg      | 3-1   | 5-2   | 2-1    | Inter Milan      | 383 |

#### 2016-2017
Ligue Europa :
|     | Tour                              | Club          | Aller | Total | Retour | Club              |     |
| --- | --------------------------------- | ------------- | ----- | ----- | ------ | ----------------- | --- |
| 384 | Phase de poules, groupe K : J1/J5 | Inter Milan   | 0-2   |       | 2-3    | Hapoël Beer-Sheva | 388 |
| 385 | Phase de poules, groupe K : J2/J6 | Sparta Prague | 3-1   |       | 1-2    | Inter Milan       | 389 |
| 386 | Phase de poules, groupe K : J3/J4 | Inter Milan   | 1-0   |       | 1-2    | Southampton FC    | 387 |

#### 2018-2019
Ligue des champions :
|     | Tour                              | Club          | Aller | Total | Retour | Club              |     |
| --- | --------------------------------- | ------------- | ----- | ----- | ------ | ----------------- | --- |
| 390 | Phase de poules, groupe B : J1/J5 | Inter Milan   | 2-1   |       | 0-1    | Tottenham Hotspur | 394 |
| 391 | Phase de poules, groupe B : J2/J6 | PSV Eindhoven | 1-2   |       | 1-1    | Inter Milan       | 395 |
| 392 | Phase de poules, groupe B : J3/J4 | FC Barcelone  | 2-0   |       | 1-1    | Inter Milan       | 393 |

Ligue Europa :
|     | Tour               | Club                | Aller | Total | Retour | Club        |     |
| --- | ------------------ | ------------------- | ----- | ----- | ------ | ----------- | --- |
| 396 | Seizième de finale | Rapid Vienne        | 0-1   | 0-5   | 0-4    | Inter Milan | 397 |
| 398 | Huitième de finale | Eintracht Francfort | 0-0   | 1-0   | 1-0    | Inter Milan | 399 |

#### 2019-2020
Ligue des champions :
|     | Tour                              | Club         | Aller | Total | Retour | Club              |     |
| --- | --------------------------------- | ------------ | ----- | ----- | ------ | ----------------- | --- |
| 400 | Phase de poules, groupe F : J1/J5 | Inter Milan  | 1-1   |       | 3-1    | Slavia Prague     | 404 |
| 401 | Phase de poules, groupe F : J2/J6 | FC Barcelone | 2-1   |       | 2-1    | Inter Milan       | 405 |
| 402 | Phase de poules, groupe F : J3/J4 | Inter Milan  | 2-0   |       | 2-3    | Borussia Dortmund | 403 |

Ligue Europa :
|     | Tour               | Club               | Aller | Total | Retour | Club             |     |
| --- | ------------------ | ------------------ | ----- | ----- | ------ | ---------------- | --- |
| 406 | Seizième de finale | Ludogorets Razgrad | 0-2   | 1-4   | 1-2    | Inter Milan      | 407 |
| 408 | Huitième de finale | Inter Milan        |       | 2-0   |        | Getafe CF        |     |
| 409 | Quart de finale    | Inter Milan        |       | 2-1   |        | Bayer Leverkusen |     |
| 410 | Demi-finale        | Inter Milan        |       | 5-0   |        | Chakhtar Donetsk |     |
| 411 | Finale             | Séville FC         |       | 3-2   |        | Inter Milan      |     |

### Années 2020

#### 2020-2021
Ligue des champions :
|     | Tour                              | Club             | Aller | Total | Retour | Club                     |     |
| --- | --------------------------------- | ---------------- | ----- | ----- | ------ | ------------------------ | --- |
| 412 | Phase de poules, groupe B : J1/J5 | Inter Milan      | 2-2   |       | 3-2    | Borussia Mönchengladbach | 416 |
| 413 | Phase de poules, groupe B : J2/J6 | Chakhtar Donetsk | 0-0   |       | 0-0    | Inter Milan              | 417 |
| 414 | Phase de poules, groupe B : J3/J4 | Real Madrid      | 3-2   |       | 2-0    | Inter Milan              | 415 |

#### 2021-2022
Ligue des champions :
|     | Tour                              | Club             | Aller | Total | Retour | Club             |     |
| --- | --------------------------------- | ---------------- | ----- | ----- | ------ | ---------------- | --- |
| 418 | Phase de poules, groupe D : J1/J6 | Inter Milan      | 0-1   |       | 0-2    | Real Madrid      | 423 |
| 419 | Phase de poules, groupe D : J2/J5 | Chakhtar Donetsk | 0-0   |       | 0-2    | Inter Milan      | 422 |
| 420 | Phase de poules, groupe D : J3/J4 | Inter Milan      | 3-1   |       | 3-1    | Sheriff Tiraspol | 421 |
| 424 | Huitième de finale                | Inter Milan      | 0-2   | 1-2   | 1-0    | Liverpool FC     | 425 |

#### 2022-2023
Ligue des champions :
|     | Tour                              | Club             | Aller | Total | Retour | Club          |     |
| --- | --------------------------------- | ---------------- | ----- | ----- | ------ | ------------- | --- |
| 426 | Phase de poules, groupe C : J1/J6 | Inter Milan      | 0-2   |       | 0-2    | Bayern Munich | 431 |
| 427 | Phase de poules, groupe C : J2/J5 | Viktoria Plzeň   | 0-2   |       | 0-4    | Inter Milan   | 430 |
| 428 | Phase de poules, groupe C : J3/J4 | Inter Milan      | 1-0   |       | 3-1    | FC Barcelone  | 429 |
| 432 | Huitième de finale                | Inter Milan      | 1-0   | 1-0   | 0-0    | FC Porto      | 433 |
| 434 | Quart de finale                   | Benfica Lisbonne | 0-2   | 3-5   | 3-3    | Inter Milan   | 435 |
| 436 | Demi-finale                       | AC Milan         | 0-2   | 0-3   | 0-1    | Inter Milan   | 437 |
| 438 | Finale                            | Manchester City  |       | 1-0   |        | Inter Milan   |     |

#### 2023-2024
Ligue des champions :
|     | Tour                              | Club          | Aller | Total        | Retour | Club               |     |
| --- | --------------------------------- | ------------- | ----- | ------------ | ------ | ------------------ | --- |
| 439 | Phase de poules, groupe D : J1/J6 | Real Sociedad | 1-1   |              | 0-0    | Inter Milan        | 444 |
| 440 | Phase de poules, groupe D : J2/J5 | Inter Milan   | 1-0   |              | 3-3    | Benfica Lisbonne   | 443 |
| 441 | Phase de poules, groupe D : J3/J4 | Inter Milan   | 2-1   |              | 1-0    | Red Bull Salzbourg | 442 |
| 445 | Huitième de finale                | Inter Milan   | 1-0   | 3-3ap 2-3tab | 1-2    | Atlético de Madrid | 446 |

#### 2024-2025
Ligue des champions :
|     | Tour                | Club                | Aller | Total | Retour | Club                     |     |
| --- | ------------------- | ------------------- | ----- | ----- | ------ | ------------------------ | --- |
| 447 | Phase de ligue : J1 | Manchester City     |       | 0-0   |        | Inter Milan              |     |
| 448 | Phase de ligue : J2 | Inter Milan         |       | 4-0   |        | Étoile rouge de Belgrade |     |
| 449 | Phase de ligue : J3 | BSC Young Boys      |       | 0-1   |        | Inter Milan              |     |
| 450 | Phase de ligue : J4 | Inter Milan         |       | 1-0   |        | Arsenal FC               |     |
| 451 | Phase de ligue : J5 | Inter Milan         |       | 1-0   |        | RB Leipzig               |     |
| 452 | Phase de ligue : J6 | Bayer Leverkusen    |       | 1-0   |        | Inter Milan              |     |
| 453 | Phase de ligue : J7 | Sparta Prague       |       | 0-1   |        | Inter Milan              |     |
| 454 | Phase de ligue : J8 | Inter Milan         |       | 3-0   |        | AS Monaco                |     |
| 455 | Huitième de finale  | Feyenoord Rotterdam | 1-2   | 1-4   | 0-2    | Inter Milan              | 456 |
| 457 | Quart de finale     | Bayern Munich       | 1-2   | 3-4   | 2-2    | Inter Milan              | 458 |
| 459 | Demi-finale         | FC Barcelone        | 3-3   | 6-7   | 3-4    | Inter Milan              | 460 |
| 461 | Finale              | Paris Saint-Germain |       | 5-0   |        | Inter Milan              |     |

#### 2025-2026
Ligue des champions :
|     | Tour                | Club | Aller | Total | Retour | Club |  |
| --- | ------------------- | ---- | ----- | ----- | ------ | ---- |  |
| 462 | Phase de ligue : J1 |      |       | -     |        |      |  |
| 463 | Phase de ligue : J2 |      |       | -     |        |      |  |
| 464 | Phase de ligue : J3 |      |       | -     |        |      |  |
| 465 | Phase de ligue : J4 |      |       | -     |        |      |  |
| 466 | Phase de ligue : J5 |      |       | -     |        |      |  |
| 467 | Phase de ligue : J6 |      |       | -     |        |      |  |
| 468 | Phase de ligue : J7 |      |       | -     |        |      |  |
| 469 | Phase de ligue : J8 |      |       | -     |        |      |  |

## Bilan général
Au 1er novembre 2022.
| Coupe                                                     | Matchs Joués | Victoires | Nuls | Défaites | Buts marqués | Buts encaissés |
| Ligue des champions / Coupe des clubs champions européens | 198          | 94        | 52   | 52       | 281          | 197            |
| Ligue Europa / Coupe UEFA                                 | 191          | 96        | 44   | 51       | 298          | 174            |
| Coupe d'Europe des vainqueurs de coupe                    | 12           | 6         | 2    | 4        | 22           | 9              |
| Supercoupe de l'UEFA                                      | 1            | 0         | 0    | 1        | 0            | 2              |
| Coupe des villes de foires                                | 33           | 16        | 5    | 12       | 69           | 41             |
| Coupe intercontinentale                                   | 5            | 3         | 1    | 1        | 6            | 1              |
| Coupe du monde des clubs                                  | 2            | 2         | 0    | 0        | 6            | 0              |
| Total                                                     | 441          | 217       | 104  | 120      | 682          | 423            |

## Adversaires rencontrés

### Adversaires européens
- Hertha Berlin
- Werder Brême
- 1. FC Cologne
- Borussia Dortmund
- Eintracht Francfort
- Hambourg SV
- Hanovre 96
- RB Leipzig
- Bayer Leverkusen
- Borussia Mönchengladbach
- Bayern Munich
- Hansa Rostock
- Schalke 04
- VfL Wolfsburg
- Aston Villa
- Arsenal FC
- Birmingham City
- Chelsea FC
- Everton FC
- Ipswich Town
- Liverpool FC
- Manchester City
- Manchester United
- Newcastle United
- Norwich City
- Southampton FC
- Tottenham Hotspur
- Grazer AK
- Sturm Graz
- LASK
- Admira Wacker
- Casino/Red Bull Salzbourg
- Austria Vienne
- Rapid Vienne
- Neftchi Bakou
- Qarabağ FK
- RSC Anderlecht
- KSK Beveren
- Standard de Liège
- CSKA Sofia
- PFK Etar 1924
- Ludogorets Razgrad
- Anórthosis Famagouste
- Apollon Limassol
- Hajduk Split
- Zagreb XI
- Celtic FC
- Heart of Midlothian FC
- Rangers FC
- Deportivo Alavés
- Espanyol Barcelone
- FC Barcelone
- Getafe CF
- Atlético de Madrid
- Real Madrid
- Séville FC
- Real Sociedad
- Valence CF
- Villarreal CF
- TPS
- EA Guingamp
- LOSC Lille
- Olympique lyonnais
- Olympique de Marseille
- AS Monaco
- FC Nantes
- Paris Saint-Germain
- AS Saint-Étienne
- FC Sochaux
- RC Strasbourg
- Dinamo Tbilissi
- AEK Athènes
- Panathinaïkós
- Budapest Honvéd
- Ferencváros TC
- Vasas SC
- Stjarnan Gardabaer
- Hapoël Beer-Sheva
- Atalanta Bergame
- Cagliari Calcio
- AC Milan
- AS Rome
- Lazio Rome
- Skonto Riga
- Floriana FC
- Valletta FC
- Sheriff Tiraspol
- FK Bodø/Glimt
- Rosenborg BK
- Ajax Amsterdam
- FC Amsterdam
- AZ Alkmaar
- Vitesse Arnhem
- PSV Eindhoven
- FC Groningue
- Feyenoord Rotterdam
- FC Twente
- Ruch Chorzów
- Wisła Cracovie
- Legia Varsovie
- Benfica Lisbonne
- Boavista FC
- FC Porto
- Sporting CP
- Vitória Setúbal
- FC Brașov
- Dinamo Bucarest
- Rapid Bucarest
- Sportul Studențesc Bucarest
- CFR Cluj
- Universitatea Craiova
- FC Vaslui
- Rubin Kazan
- CSKA Moscou
- Lokomotiv Moscou
- Spartak Moscou
- Torpedo Moscou
- Belgrade XI
- Étoile rouge de Belgrade
- Partizan Belgrade
- Artmedia Bratislava
- Slovan Bratislava
- IK Brage
- IFK Göteborg
- Helsingborgs IF
- Malmö FF
- IFK Norrköping
- FC Bâle
- BSC Young Boys
- FC Lugano
- Neuchâtel Xamax
- FC Saint-Gall
- Dukla Prague
- Slavia Prague
- Sparta Prague
- Viktoria Plzeň
- Adanaspor
- Beşiktaş JK
- Fenerbahçe SK
- Trabzonspor
- FK Dnipro
- Chakhtar Donetsk
- Dynamo Kiev

### Adversaires mondiaux
- Independiente
- River Plate
- Fluminense FC
- Seongnam FC
- Urawa Red Diamonds
- CF Monterrey
- TP Mazembe